# Хайнрих II фон Щолберг
Хайнрих II фон Щолберг (на немски: Heinrich II von Stolberg; * ок. 1210 във Фойгщет; † сл. 20 май 1272) от фамилията Щолберг е граф и господар на Щолберг.
Той е син на граф Хайнрих I фон Щолберг-Фойгщет († сл. 12 юни 1239), който от 1210 г. става граф на Щолберг. Брат е на граф Фридрих фон Щолберг-Фокщет († 1282), Kристиан († ок. 1284), каноник в Халберщат (1241), Майнц (1259), Вюрцбург (1267 – 1272) и др., и на Конрад, каноник във Вюрцбург (1257 – 1272).

## Фамилия
Хайнрих II се жени пр. 1234 г. за Аделхайд фон Хенеберг († ок. 1259), вдовица на граф Лудвиг II фон Ринек († 1243), дъщеря на граф Попо VII фон Хенеберг, бургграф на Вюрцбург († 1245) и Елизабет фон Вилдберг († 1220). Те имат осем деца:
- Хайнрих III фон Щолберг († 1329/1331/1347), граф и господар на Щолберг, женен ок. 1270 г. за Юта († 1303/1306), II. сл. 29 юли 1306 г. в Щолберг за Юта фон Хадмерслебен († сл. 1347)
- Хайнрих († 29 януари 1357), домхер в Мерзебург (1319), домхер във Вюрцбург (1319 – 1340), домхер в Магдебург и Камин (1326), провост в Мозбах (1331), епископ на Мерзебург (1341 – 1357)
- Фридрих фон Щолберг Стари († 1314), домхер във Вюрцбург (1267 – 1313), архрякон и анти-епископ на Вюрцбург (1313 – 1314)
- Хайнрих Стари († сл. 21 октомври 1327), домхер във Вюрцбург (1290 – 1312), архрякон във Вюрцбург (1318), катедрален схоластикус в Мерзебург (1320 – 1324), вероятно от втория брак
- Дитрих († сл. 1306), каноник във Вюрцбург
- Елгер († сл. 1316), каноник във Вюрцбург, в свещен оррден
- Хайнрих Млади († сл. 1340), домхер във Вюрцбург (1306 – 1340), домхер в Мерзебург (1313 – 1329), архрякон във Вюрцбург (1318)
- Хайнрих († 11 февруари 1342/24 август 1344), домхер на Вюрцбург (1319), катедрален приор в Магдебург (1324 – 1342), електор на Магдебург (1327)

Хайнрих II се жени втори път за жена с неизвестно име.